# AMPS (informatique)
| Sigles de 2 caractères   |
| Sigles de 3 caractères   |
| ► Sigles de 4 caractères |
| Sigles de 5 caractères   |
| Sigles de 6 caractères   |
| Sigles de 7 caractères   |
| Sigles de 8 caractères   |

Pour les articles homonymes, voir AMPS et Amps.
AMPS est un sigle informatique signifiant :
- « Apache » (le serveur web)
- « MySQL » (le serveur de base de données)
- « PHP »
- « Solaris »

Il s'agit d'un néologisme basé sur LAMP.